# Anvil
Anvil é uma banda canadense de heavy metal formada em Toronto, Ontário, em 1978. Atualmente é composta por Steve "Lips" Kudlow (vocal, guitarra), Robb Reiner (bateria) e Chris Robertson (baixo). Até hoje, a banda já lançou quinze álbuns de estúdio e é citada como um importante grupo na cena do metal, influenciando bandas como Megadeth, Slayer, Anthrax e Metallica.

## História
Em Abril de 1973 o guitarrista Steve "Lips" Kudlow e o baterista Robb Reiner começaram a tocar juntos em Toronto. Só em 1978 eles se juntaram a Dave Allison (guitarra e vocais) e Ian Dickson (baixo), que saíram logo depois, dando lugar apenas a Glenn Five (baixo).
Em 1981 lançaram independentemente o álbum Hard 'N Heavy. Pouco depois assinavam contrato com a editora Attic Records, que relançou o álbum. No ano seguinte, a banda lançou o álbum Metal on Metal e, em 1983, foi a vez de Forged in Fire. Dois anos depois o álbum "Backwaxed" foi lançado.
Em 1987, depois de terem mudado para a editora Metal Blade Records, a banda lançou Strength Of Steel, Pound for Pound (1988) e Past and Present - Live in Concert (1989). Em 1991 voltam a mudar de gravadora, desta vez para a Maximum Records. Nesse mesmo ano é lançado Worth the Weight.

### Anvil: The Story of Anvil
Considerada uma banda promissora no início da década de 1980, o Anvil não decolou como seus conterrâneos do Rush. Apesar de se manterem ativos atráves do anos, a popularidade do grupo decaiu na década de 1990. Foi então que o cineasta Sacha Gervasi, fã e ex-roadie da banda, teve a ideia de produzir um documentário sobre o Anvil, mostrando toda a dificuldade da banda para se manter ativa em meados dos anos 2000.
Gervasi iniciou a produção do documentário em 2005, e em 2008 foi lançado Anvil: The Story of Anvil. O video foi aclamado pelo circuito de festivais de cinema e arte. A recepçao positiva gerou uma segunda onda de sucesso para a banda, que de pequenos bares em Toronto, passou a se apresentar novamente em grandes festivais, tais como Download Festival, Loud Park e Hellfest, e abrindo shows para o AC/DC.
Em 14 de fevereiro de 2020 o Anvil lançou seu 18º álbum de estúdio, Legal at Last, pela gravadora AFM Records.

## Integrantes
Atuais

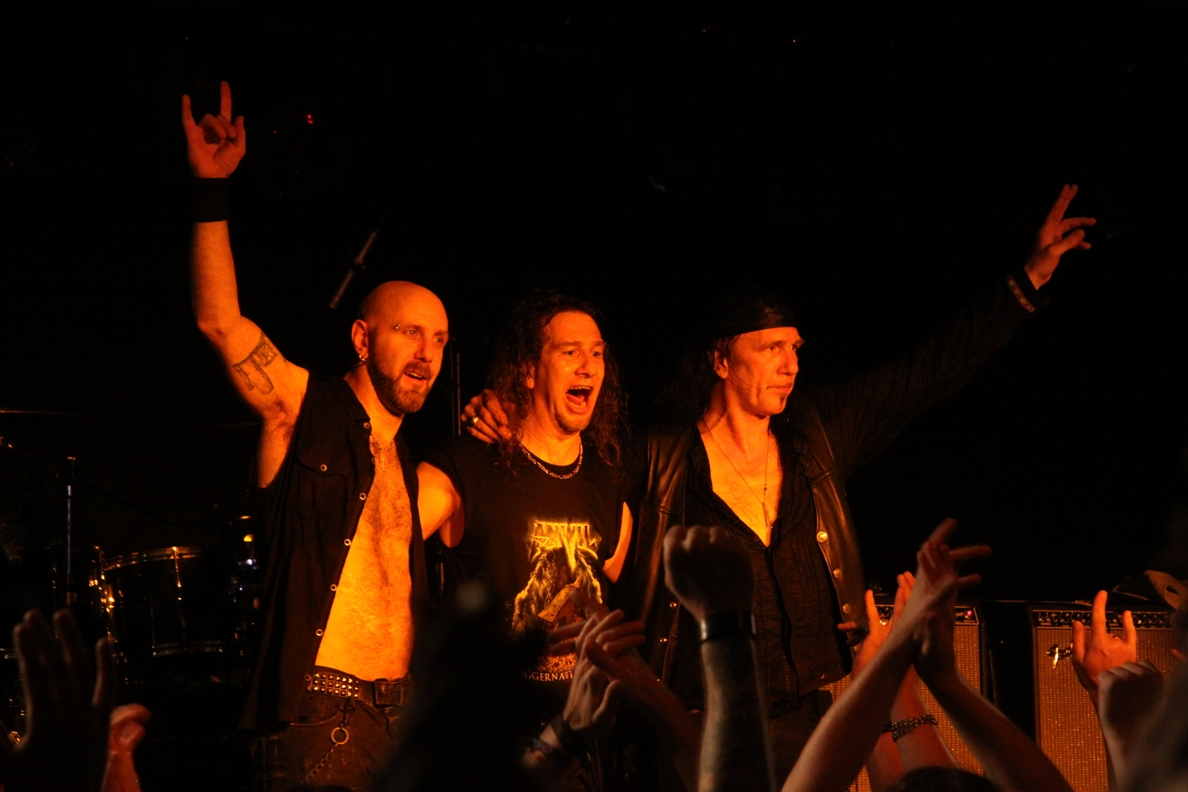
ANVIL em 2011

- Robb Reiner - bateria  (1978–presente)
- Steve "Lips" Kudlow -  vocais, guitarra (1978–presente)
- Chris Robertson – baixo, vocais (2014–presente)

Antigos
- Dave "Squirrely" Allison – guitarra, vocal (1978–1989)
- Ian "Dix" Dickson – baixo (1978–1993)
- Sebastian Marino – guitarra (1989–1995)
- Mike Duncan – baixo (1993–1996)
- Ivan Hurd – guitarra (1995–2007)
- Glenn "Glenn Five" Gyorffy – baixo, backing vocals (1996–2012)
- Sal Italiano – baixo (2012–2014)

Linha do tempo

## Discografia
Álbuns de estúdio
- 1981 - Hard 'n' Heavy
- 1982 - Metal on Metal
- 1983 - Forged in Fire
- 1987 - Strength of Steel
- 1988 - Pound for Pound
- 1992 - Worth the Weight
- 1996 - Plugged in Permanent
- 1997 - Absolutely no Alternative
- 1999 - Speed of Sound
- 2001 - Plenty of Power
- 2002 - Still going Strong
- 2004 - Back to the Basics
- 2007 - This is Thirteen
- 2011 - Juggernaut of Justice
- 2013 - Hope in Hell
- 2016 - Anvil Is Anvil
- 2018 - Pounding The Pavement
- 2020 - Legal at Last

Álbuns ao vivo

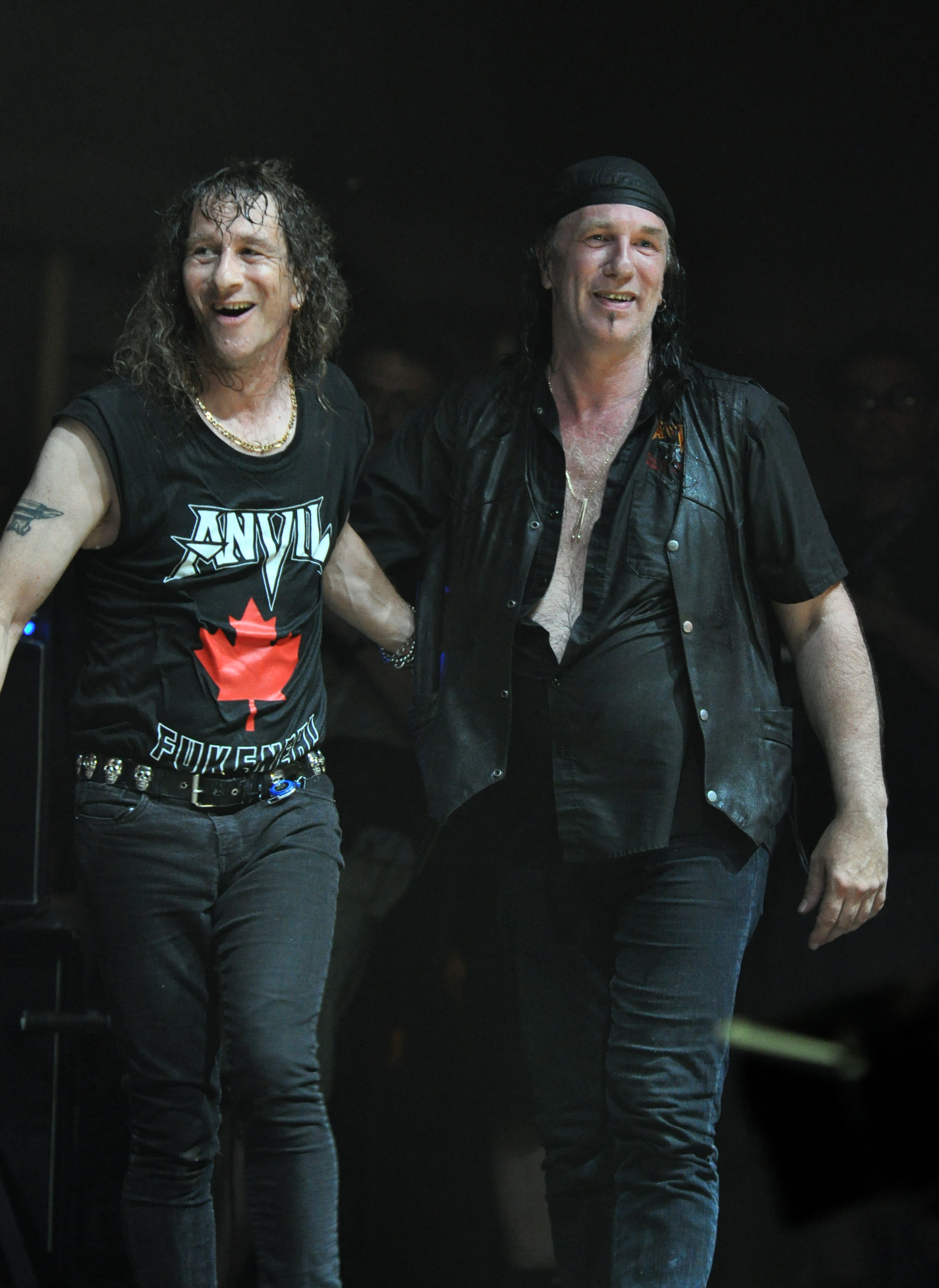
Steve „Lips“ Kudlow e Robb Reiner, os dois integrantes originais, no Wacken Open Air 2013

- 1989: Past and Present – Live in Concert (Metal Blade)

Coletâneas
- 1985: Backwaxed (Attic)
- 1999: Anthology of Anvil (Metal Blade/Hypnotic)
- 2011: Monument of Metal (The End Records)